# 武田雅子 (英文学者)
武田 雅子（たけだ まさこ、1945年〈昭和20年〉 - ）は、日本のアメリカ文学者、大阪樟蔭女子大学名誉教授。
1968年京都大学文学部国文科卒、1970年同英文科卒、1972年同大学院文学研究科修士課程修了、三重大学助手、1973年専任講師、1976年助教授、1984年教授、1991年大阪樟蔭女子大学学芸学部教授。

## 著書
- 『エミリの詩の家 アマストで暮らして』、編集工房ノア、1996年
- In search of Emily : journeys from Japan to Amherst. Quale Press c、2005.

### 翻訳
- 『エミリ・ディキンスンの手紙』山川瑞明 共編訳、弓書房、1984年
- 『エミリ・ディキンスン『エミリの窓から』 編訳、蜂書房、1988年
- 『エミリ・ディキンスンのお料理手帖』鵜野ひろ子 共訳、山口書店、1990年
- 『英語で読むこどもの本』石川晴子 共編、創元社、1996年
- 『ソネット選集 サウジーからスウィンバーンまで 対訳と注釈』桂文子、岡村眞紀子共著、英宝社、2004年
- 『ソネット選集 対訳と注釈 ケアリからコールリッジまで』桂文子、岡村眞紀子 共著、英宝社、2007年